# Reiner Klimke
Reiner Klimke (Münster, 14 de enero de 1936-Münster, 17 de agosto de 1999) fue un jinete alemán que compitió para la Alemania Occidental en las modalidades de doma clásica (dressage) y concurso completo. Su hija Ingrid también compitió en el mismo deporte. Es uno de los jinetes de doma más laureados de la historia: seis veces campeón olímpico, seis veces campeón mundial y once veces campeón europeo.

## Jinete de concurso completo
Klimke comenzó a montar a caballo en 1948 en la Escuela de Equitación y Conducción de Westfalia en Münster. Su primera experiencia en torneos completos lo obtuvo en Paderborn en 1950, seguido de su primera aparición internacional en Thun en 1955. En el Campeonato de Europa de Concurso Completo de 1957 en Copenhague ganó la medalla de plata y en 1959 en Harewood House con su caballo Fortunat ganó la medalla de oro, ambos en la competición por equipos. En 1960 ganó el campeonato alemán con Fortunat, participó en los Juegos Olímpicos de Roma y ganó el campeonato alemán con Winzerin.

## Jinete de doma
En los Juegos Olímpicos ganó un total de seis medallas de oro y dos de bronce. Fue seis veces campeón del mundo y once veces campeón de Europa. En los Juegos Olímpicos de 1988 fue abanderado del equipo alemán en la ceremonia de apertura.
Su caballo más exitoso y probablemente más conocido fue Ahlerich, con quien ganó victorias olímpicas, campeonatos mundiales y europeos y siete campeonatos alemanes.
En 1984 recibió la Medalla de Honor de la FN en oro con laurel, anillos olímpicos y diamantes. [ 8 ] En 1986 fue nombrado ciudadano honorario de su ciudad natal de Münster. Una calle en Sentruper Höhe recibió su nombre. Es el padre del jinete de doma Michael Klimke y de la jinete de doma y competición Ingrid Klimke.

## Trayectoria
Participó en seis Juegos Olímpicos de Verano, entre los años 1960 y 1988, obteniendo en total ocho medallas: oro en Tokio 1964, por equipos (junto con Harry Boldt y Josef Neckermann); oro y bronce en México 1968, por equipos (con Josef Neckermann y Liselott Linsenhoff) e individual; oro y bronce en Montreal 1976, por equipos (con Harry Boldt y Gabriela Grillo) e individual; dos de oro en Los Ángeles 1984, individual y por equipos (con Uwe Sauer y Herbert Krug), y oro en Seúl 1988, por equipos (con Ann-Kathrin Linsenhoff, Monica Theodorescu y Nicole Uphoff). Fue el abanderado de su país en los Juegos Olímpicos de Seúl 1988. Tras estos fue galardonado por el COI con la Orden Olímpica de Plata.
Ganó siete medallas en el Campeonato Mundial de Doma entre los años 1966 y 1986, y quince medallas en el Campeonato Europeo de Doma entre los años 1965 y 1985. Además, obtuvo dos  medallas en el Campeonato Europeo de Concurso Completo, oro en 1959 y plata en 1957.
Compitió con tres caballos de doma: hasta 1968 con Dux (con el que ganó un oro y un bronce olímpico), después con Mehmed (oro y bronce olímpico) y por último con Ahlerich (tres oros olímpicos).
Estudió Derecho y Ciencias políticas en la Universidad de Münster, graduándose en 1959. Posteriormente trabajó como abogado y notario. Políticamente estuvo afiliado al partido CDU y fue diputado del estado federado de Renania del Norte-Westfalia entre 1990 y 1995. Además, compaginó esta actividad con el entrenamiento de jinetes jóvenes, y escribió numerosos libros sobre el adiestramiento de caballos. Murió a los 63 años de un ataque al corazón. Este ataque al corazón fue su segundo ataque.

## Palmarés internacional
| Representando al Equipo Alemán Unificado |                              |                   |             |
| Juegos Olímpicos                         |                              |                   |             |
| Año                                      | Lugar                        | Medalla           | Categoría   |
| 1964                                     | Tokio (Japón)                | Medalla de oro    | Por equipos |
| Representando a la RFA                   |                              |                   |             |
| Juegos Olímpicos                         |                              |                   |             |
| Año                                      | Lugar                        | Medalla           | Categoría   |
| 1968                                     | Ciudad de México (México)    | Medalla de oro    | Por equipos |
| 1968                                     | Ciudad de México (México)    | Medalla de bronce | Individual  |
| 1976                                     | Montreal (Canadá)            | Medalla de oro    | Por equipos |
| 1976                                     | Montreal (Canadá)            | Medalla de bronce | Individual  |
| 1984                                     | Los Ángeles (Estados Unidos) | Medalla de oro    | Individual  |
| 1984                                     | Los Ángeles (Estados Unidos) | Medalla de oro    | Por equipos |
| 1988                                     | Seúl (Corea del Sur)         | Medalla de oro    | Por equipos |
| Campeonato Mundial                       |                              |                   |             |
| Año                                      | Lugar                        | Medalla           | Categoría   |
| 1966                                     | Berna (Suiza)                | Medalla de oro    | Por equipos |
| 1966                                     | Berna (Suiza)                | Medalla de bronce | Individual  |
| 1974                                     | Copenhague (Dinamarca)       | Medalla de oro    | Individual  |
| 1974                                     | Copenhague (Dinamarca)       | Medalla de oro    | Por equipos |
| 1982                                     | Lausana (Suiza)              | Medalla de oro    | Individual  |
| 1982                                     | Lausana (Suiza)              | Medalla de oro    | Por equipos |
| 1986                                     | Cedar Valley (Canadá)        | Medalla de oro    | Por equipos |
| Campeonato Europeo                       |                              |                   |             |
| Año                                      | Lugar                        | Medalla           | Categoría   |
| 1965                                     | Copenhague (Dinamarca)       | Medalla de oro    | Por equipos |
| 1965                                     | Copenhague (Dinamarca)       | Medalla de bronce | Individual  |
| 1967                                     | Aquisgrán (RFA)              | Medalla de oro    | Individual  |
| 1967                                     | Aquisgrán (RFA)              | Medalla de oro    | Por equipos |
| 1969                                     | Wolfsburgo (RFA)             | Medalla de oro    | Por equipos |
| 1971                                     | Wolfsburgo (RFA)             | Medalla de oro    | Por equipos |
| 1973                                     | Aquisgrán (RFA)              | Medalla de oro    | Individual  |
| 1973                                     | Aquisgrán (RFA)              | Medalla de oro    | Por equipos |
| 1981                                     | Laxenburg (Austria)          | Medalla de oro    | Por equipos |
| 1983                                     | Aquisgrán (RFA)              | Medalla de oro    | Por equipos |
| 1983                                     | Aquisgrán (RFA)              | Medalla de plata  | Individual  |
| 1985                                     | Copenhague (Dinamarca)       | Medalla de oro    | Individual  |
| 1985                                     | Copenhague (Dinamarca)       | Medalla de oro    | Por equipos |

| Representando a la RFA |                        |                  |             |
| Campeonato Europeo     |                        |                  |             |
| Año                    | Lugar                  | Medalla          | Categoría   |
| 1957                   | Copenhague (Dinamarca) | Medalla de plata | Por equipos |
| 1959                   | Harewood (Reino Unido) | Medalla de oro   | Por equipos |

## Obras de su autoría

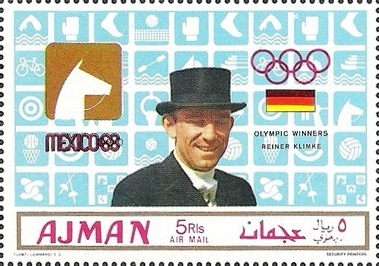
Sello de Correos de Ajman de 1969.

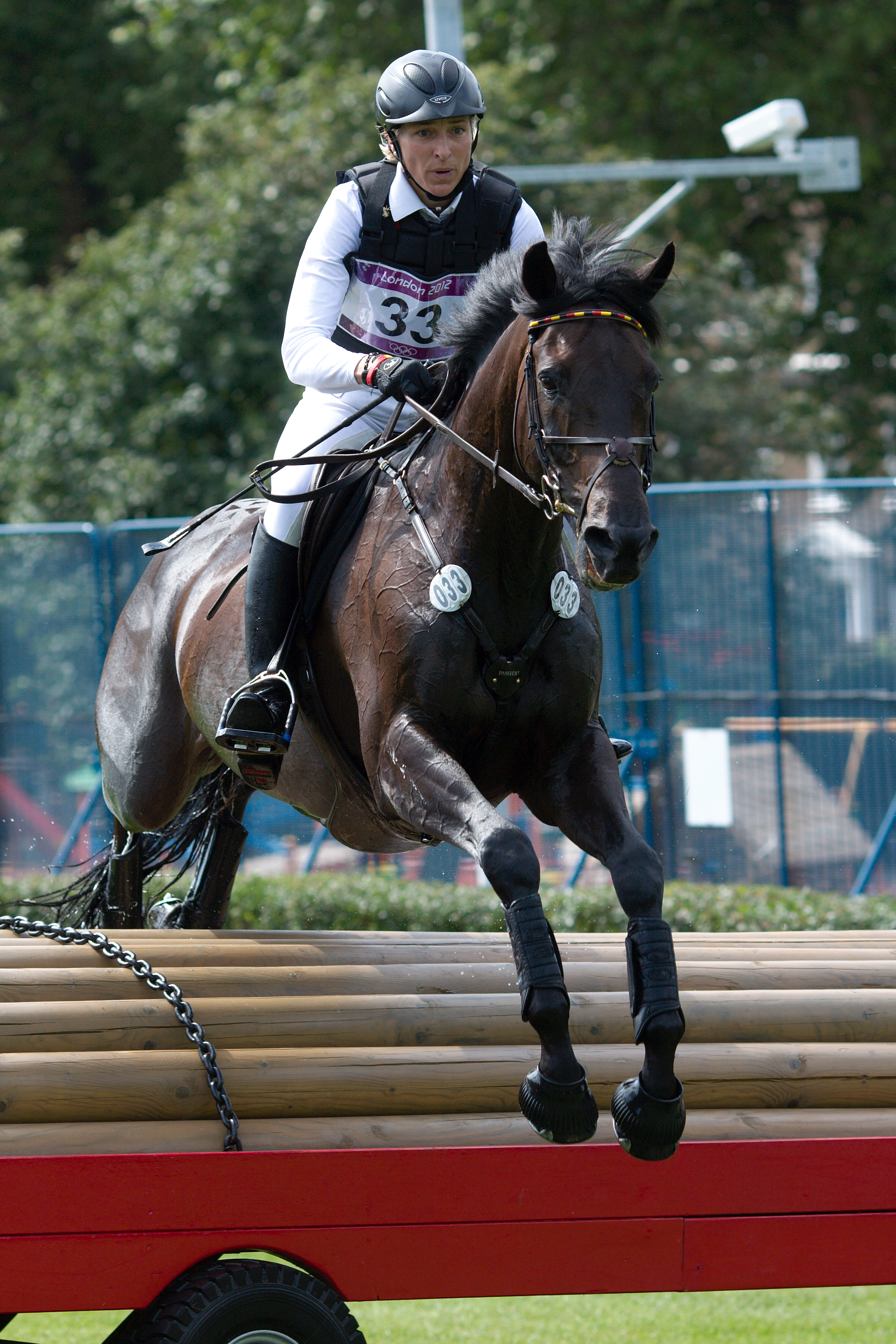
La hija de Reiner Klimke, Ingrid Klimke también ha sido deportista olímpica.

- Reiner Klimke: Grundausbildung des jungen Reitpferdes. Von der Fohlenerziehung bis zum ersten Turnierstart (Entrenamiento básico del caballo joven para montar. Desde el entrenamiento de potros hasta la primera salida en competición).[8] Existe versión en inglés.
- Ingrid Klimke, Reiner Klimke: Profitips Cavaletti. Dressur und Springen (Cavaletti: Consejos profesionales, Doma y saltos).[9] Existe versión en inglés (Cavaletti: The Schooling of Horse and Rider over Ground Poles).
- Klimke, Reiner: Ahlerich. Von der Remonte zum Dressur-Weltmeister. Ein exemplarischer Ausbildungsweg (Ahlerich. De caballo joven a campeón del mundo de doma clásica. Un camino formativo ejemplar).[10]
- Reiner Klimke: Military. Geschichte – Training – Wettkampf (Militar. Historia – Entrenamiento – Competición).[11]
- Reiner Klimke, Werner Ernst: Von der Schönheit der Dressur. Vom jungen Pferd bis zum Grand Prix (Sobre la belleza de la doma. De caballo joven a Gran Premio).[12]
- Reiner Klimke (Hrsg.): Urlaub im Sattel. Freizeit in FN-anerkannten Ausbildungsstätten (Vacaciones en la silla de montar. Tiempo libre en centros de formación reconocidos por la FN).[13]
- Dagmar Schindler, Reiner Klimke (Hrsg.), Ortrud Stahl (Ill.). Urlaub im Sattel: Freizeit auf Deutschlands schönen Reiterhöfen (Vacaciones a caballo: tiempo libre en los hermosos establos de Alemania)[14]
- Reiner Klimke: Urlaub im Sattel. Deutschlands schönste Ferienhöfe (Vacaciones en la silla de montar. Las granjas vacacionales más bonitas de Alemania).[15]
- Johann Elias Ridinger, Reiner Klimke: Die kleine Reitschule (La pequeña escuela de equitación).[16]
- Reiner Klimke, Bernd Capell: Lexikon für Pferdefreunde (Enciclopedia para amantes de los caballos).[17]